# ビル・ニーダー
ビル・ニーダー (Bill Nieder、1933年8月10日 - 2022年10月7日)は、アメリカ合衆国の陸上競技選手。砲丸投の元世界記録保持者で、1956年メルボルンオリンピック、1960年ローマオリンピックと連続出場し、2大会連続のメダル。ローマ大会では金メダルを獲得した選手である。

## 経歴
ニーダーが活躍した1950年代にはパリー・オブライエン(Parry O'Brien)やダラス・ロング(Dallas Long)といった強豪選手がおり、ニーダーが国内の選手権を制したのは2回だけであった。
ニーダーは19歳のときアメリカンフットボールで左ひざを44針も縫う大けがを負ってしまったことがきっかけで陸上競技をはじめる。その後砲丸投に専念し、1955年には17.66mを投げるまでに力をつけ、翌年のメルボルンオリンピックでは銀メダルを獲得。1960年3月には19.45mを投げ、ロングの持っていた記録を破り世界記録保持者となる。わずか1週間でロングに世界記録を奪い返されたものの、さらにその1週間後、20mの大台目前の19.99mを投げ再び世界記録保持者となった。
同年のローマオリンピック出場に向けて、選考会が行われたが、ニーダーは手の故障により満足いく結果が残せず4位に終わり出場権を逃してしまう。しかし、その後出場権を得ていたデーブ・デービスがけがのため出場できなくなり、幸運にも出場権を得た。そしてオリンピック直前の8月12日に20.06mという人類初の20mの大台に乗せる世界新記録をマーク。その勢いでオリンピックでも、オブライエン、ロングのライバルをおさえて金メダルを獲得した。

## その後
オリンピックの後、彼は砲丸投をやめ、ボクシングに転向する。しかし、翌年彼の最初の試合で、普通のボクサーに1ラウンドでKOされる。その後、陸上に復帰するも、かつての力を取り戻すことはできなかった。
3Mに10年間勤め、陸上競技場などに使われる全天候トラックの開発に携わった。ニーダーの売り込みにより、その製品（タータントラック）は1968年のメキシコオリンピックにて陸上競技場に採用された。
2022年10月7日、死去。89歳没。

## 主な実績
| 年   | 大会         | 場所                       | 種目   | 結果 | 記録   |
| ---- | ------------ | -------------------------- | ------ | ---- | ------ |
| 1956 | オリンピック | メルボルン(オーストラリア) | 砲丸投 | 2位  | 18.18m |
| 1960 | オリンピック | ローマ(イタリア)           | 砲丸投 | 1位  | 19.68m |